# Jade Wiel
Jade Wiel (* 2. April 2000 in Paris) ist eine französische Radrennfahrerin.

## Sportlicher Werdegang
Ihre Karriere im Radsport begann Wiel im Cyclocross, 2017 und 2018 wurde sie jeweils französische Junioren-Meisterin, 2028 Fünfte der Weltmeisterschaften. Nachdem sie bereits 2017 auch auf der Straße in beiden Disziplinen auf dem Podium stand, wurde sie 2018 Meisterin im Einzelzeitfahren und Vizemeisterin im Straßenrennen.
Direkt mit dem Wechsel in die U23 wurde Wiel Mitglied im damaligen Team FDJ Nouvelle-Aquitaine Futuroscope und konzentrierte sich auf den Straßenradsport. Bereits im ersten Jahr sicherte sie sich den Titel der französischen Meisterin im Straßenrennen in der Elite. International blieb Wiel bisher ohne zählbaren Erfolg, 2023 verpasste sie als jeweils Zweite bei den Eintagesrennen La Périgord Ladies und Grand Prix d’Isbergues-Pas de Calais Féminin nur knapp ihren ersten Sieg. Als Dritte bei La Classique Morbihan stand sie auch 2024 auf dem Podium eines internationalen Rennens.

## Erfolge

### Straße
2018
- Französische Meisterin – Einzelzeitfahren (Junioren)

2019
- Französische Meisterin – Straßenrennen

### Cyclocross
2017
- Französische Meisterin (Junioren)

2018
- Französische Meisterin (Junioren)